# Júlia Palha
Júlia Cáceres Monteiro Van Zeller Palha (Vila Franca de Xira, Castanheira do Ribatejo, 30 de Outubro de 1998) é uma atriz portuguesa.

## Biografia
Júlia Palha nasceu em Vila Franca de Xira, no dia 30 de outubro de 1998.
Inscreveu-se num casting para o filme John From, de Joaquim Nicolau, em 2015, por intermédio da sua mãe, onde foi admitida. Este foi o seu primeiro trabalho como atriz, vestindo a pele da protagonista Rita. Dois meses a filmar com Joaquim Nicolau sobraram para descobrir que, afinal, gostava de representar. Quando John From chegou às salas de cinema, em março de 2016, Júlia já tinha integrado o elenco de duas telenovelas Jardins Proibidos (TVI), numa pequena participação e com maior destaque Coração d'Ouro (SIC).
Em 2017, fez parte do elenco de Ouro Verde e A Herdeira, na TVI. No ano seguinte entrou na série da RTP1, Verão M e estreou-se como apresentadora, no programa da TVI Selfie.
Após alguns anos a trabalhar na TVI, em 2021, regressa à SIC para protagonizar A Serra. Desde então tem sido aposta frequente na ficção e entretenimento do canal, com projetos como, Sangue Oculto, O Clube ou Senhora do Mar. 

## Filmografia

### Televisão
| Ano         | Projeto                | Papel                         | Notas                          | Canal |
| ----------- | ---------------------- | ----------------------------- | ------------------------------ | ----- |
| 2014 - 2015 | Jardins Proibidos      | Emília Ávila (jovem)          | Elenco Adicional               | TVI   |
| 2015 - 2016 | Coração d'Ouro         | Alice Mendonça                | Elenco Juvenil                 | SIC   |
| 2017        | Ouro Verde             | Sancha Ferreira da Fonseca    | Elenco Principal               | TVI   |
| 2017 - 2018 | A Herdeira             | Carlota Alvarenga             | Elenco Principal               | TVI   |
| 2018        | Verão M                | Rita Ataíde                   | Elenco Principal               | RTP1  |
| 2018 - 2019 | Selfie                 | Ela própria                   | Apresentadora                  | TVI   |
| 2018 - 2019 | A Teia                 | Renata Santos                 | Elenco Principal               | TVI   |
| 2019 - 2020 | Na Corda Bamba         | Alice Trindade                | Elenco Principal               | TVI   |
| 2021 - 2022 | A Serra                | Fátima Roque Neto             | Protagonista                   | SIC   |
| 2021        | Estamos em Casa        | Ela própria                   | Apresentadora                  | SIC   |
| 2021        | A Lista                | Alice Campos                  | Protagonista (OPTO)            | SIC   |
| 2022 - 2023 | Sangue Oculto          | Maria Pacheco / Sara Carvalho | Elenco Principal               | SIC   |
| 2023        | Vale Tudo              | Ela própria                   | Elenco fixo                    | SIC   |
| 2023 - 2024 | O Clube                | Madalena / Eva (nome falso)   | Protagonista (OPTO) T4/T5      | SIC   |
| 2024 - 2025 | Senhora do Mar         | Maria Silva Castro            | Co-Protagonista                | SIC   |
| 2024        | Senhora do Mar         | Rosa Silva                    | Elenco Adicional               | SIC   |
| 2024        | Geração 90             | Ela Própria                   | Entrevistadora (Podcast: OPTO) | SIC   |
| 2025        | A Máscara (5.ª edição) | Rato                          | Concorrente                    | SIC   |

### Cinema
| Ano  | Filme                         | Papel                | Notas                          |
| ---- | ----------------------------- | -------------------- | ------------------------------ |
| 2015 | John From                     | Rita (Protagonista)  | Realizado por Joaquim Nicolau  |
| 2017 | Coelho Mau (Curta Metrage)    | Irmã                 | Realizado por Carlos Conceição |
| 2020 | Ordem Moral                   | Sophia de Azevedo    | Realizado por Mário Barroso    |
| 2020 | Campo de Sangue               | Loura 1              | Realizado por João Mário Grilo |
| 2024 | Amo-te Imenso                 | Tessa                | Realizado por Irmão Moreira    |
| 2024 | Podia Ter Esperado por Agosto | Laura (Protagonista) | Realizado por César Mourão     |